# Gynostemma simplicifolium
Gynostemma simplicifolium là một loài thực vật có hoa trong họ Cucurbitaceae. Loài này được Blume mô tả khoa học đầu tiên năm 1825.